# Codex Regius (Nou Testament)
El Codex Regius (Gregory-Aland no. L/019) és un manuscrit uncial del segle viii del Nou Testament. Està escrit en grec, sobre pergamí, amb lletres uncials, i es conserva a la Bibliothèque nationale de France (Gr. 62).
El còdex conté 257 fulles de pergamí (23,17 x 17 cm) i conté els quatre Evangelis. El text està escrit en dues columnes, i 24 línies per columna.